# Савинцы (Миргородский район)
Са́винцы (укр. Савинці) — село,
Савинцевский сельский совет,
Миргородский район,
Полтавская область,
Украина.
Код КОАТУУ — 5323287201. Население по переписи 2001 года составляло 1114 человек.
В Черниговском областном архиве имеется исповедная ведомость за 1781 год.
Село указано на подробной карте Российской Империи и близлежащих заграничных владений 1816 года.
Является административным центром Савинцевского сельского совета, в который, кроме того, входят сёла
Зеленый Кут,
Олефировка и
Семеренки.

## Географическое положение
Село Савинцы находится на правом берегу реки Псёл,
выше по течению на расстоянии в 4 км расположено село Великая Обуховка,
ниже по течению на расстоянии в 1,5 км расположено село Великие Сорочинцы,
на противоположном берегу — сёла Олефировка и Панасовка.
Река в этом месте извилистая, образует лиманы, старицы и заболоченные озёра.

## Экономика
- Молочно-товарная ферма.
- «Савинцы», ООО.

## Объекты социальной сферы
- Школа.
- Дом культуры.

## Интересные факты
- В селе Савинцы в 1950-е годы снимались фильмы «Максим Перепелица», «Лимаревна», «Щедрое лето», «Рождение Шевченко» и «Партизанская искра»[4].

## Известные люди
- Коломиец, Анатолий Афанасьевич (1918—1997) — композитор.
- Антоний (Романовский) (1886—1962) — митрополит Ставропольский и Бакинский.